# 미야촌 (나가사키현)
미야촌(宮村)은 나가사키현 히가시소노기군에 있던 촌이다.

## 역사
- 1889년 4월 1일 - 정촌제 시행에 의해 히가시소노기군 미야촌이 성립하였다.
- 1958년 8월 1일 - 사세보시에 편입해 미야촌은 소멸하였다.

## 교통

### 철도
- 일본국유철도
  - 오무라선

## 참고문헌
- 角川日本地名大辞典 42 長崎県
- 長崎県東彼杵郡教育会 編 (1917). 《長崎県東彼杵郡誌》. 長崎県東彼杵郡教育会. 504–524쪽. 다음 글자 무시됨: ‘和書 ’ (도움말) - Google ブックス
- 『市村の廃置分合』昭和33年7月31日総理府告示第286号（佐世保市例規集）